# Arceuthobium campylopodum
Arceuthobium campylopodum är en sandelträdsväxtart som beskrevs av Georg George Engelmann. Arceuthobium campylopodum ingår i släktet Arceuthobium och familjen sandelträdsväxter.

## Underarter
Arten delas in i följande underarter:
- A. c. abietinum
- A. c. apachecum
- A. c. blumeri
- A. c. californicum
- A. c. campylopodum
- A. c. cyanocarpum
- A. c. laricis
- A. c. littorum
- A. c. microcarpum
- A. c. monticola
- A. c. occidentale
- A. c. siskiyouense
- A. c. tsugense